# Warburgia elongata
Warburgia elongata là một loài thực vật thuộc họ Canellaceae. Đây là loài đặc hữu của Tanzania.